# Caroline Kox
Caroline Kox (* 1983 im Saarland) ist eine deutsch-luxemburgische Komponistin, Filmemacherin und Filmproduzentin.

## Biographie
Kox wuchs in Luxemburg auf und studierte an der Kunsthochschule für Medien Köln. 2014 gründete sie mit Antonio De Luca die Filmproduktionsfirma paradies. Als Produzentin gewann sie 2016 den Deutschen Kurzfilmpreis in Gold für Ein Aus Weg von Simon Steinhorst und Hannah Stragholz.
Mit De Luca schrieb sie zahlreiche Filmmusiken, beispielsweise für Über Barbarossaplatz (2016) und den 2021 mit dem Grimme-Preis ausgezeichneten Fernsehfilm Wir wären andere Menschen von Jan Bonny; für Vergiss Meyn Nicht von Fabiana Fragale, Kilian Kuhlendahl und Jens Mühlhoff (2023), der auf der Berlinale in der Sektion "Perspektive Deutsches Kino" (2023) seine Premiere feierte und für den Deutschen Filmpreis (2023) nominiert war und für den Kurzfilm Immaculata von Kim Lêa Sakkal, der 2024 auf der Quinzaine des Cinéastes in Cannes seine Premiere feiert.
In den frühen 2010er Jahren schloss sie sich mit De Luca und anfangs Fridolin Körner zu der Band Colorist zusammen. 2023 erschien das Debütalbum Overcloseness. Material der Veröffentlichung wurde im Kölner Stadtgarten aufgeführt. Unter dem Alias Koxette traten Kox und De Luca 2017 in China auf und veröffentlichten 2018 das Album 21st Century Migraine.

## Filmografie (Auswahl)
- 2013: Paradies (Regie)
- 2016: Ein Aus Weg von Simon Steinhorst, Hannah Stragholz (Produktion)
- 2016: Über Barbarossaplatz von Jan Bonny (Musik)
- 2017: Tatort: Borowski und das Fest des Nordens von Jan Bonny (Musik)
- 2017:  Alles ist gut von Eva Trobisch (Soundtrack)
- 2018: Casting a Woman (Regie)
- 2018: Polizeiruf 110 – Das Gespenst der Freiheit von Jan Bonny (Musik)
- 2019: Wir wären andere Menschen von Jan Bonny (Musik)
- 2019: Jupp, watt hamwer jemaht? von Jan Bonny (Musik)
- 2020: Unter Freunden stirbt man nicht von Felix Stienz (Musik)
- 2021: Sirens von Ilaria Di Carlo (Produktion)
- 2022: Soft Skills (Regie)
- 2022: Mutter von Carolin Schmitz (Musik)
- 2023: In deinen Händen von Sophie Dettmer (Musik)
- 2023: Vergiss Meyn Nicht von Fabiana Fragale, Kilian Kuhlendahl, Jens Mühlhoff (Musik)
- 2024: Outside von Marian Mayland (Musik)
- 2024: Immaculata von Kim Lea Sakkal (Musik)
- 2024: Memory Wars von Hendrik Löbbert (Musik)
- 2025: Liebhaberinnen von Koxi (Regie)
- 2025: Eine Krankheit wie ein Gedicht von Jelena Ilic (Musik)

## Diskografie (Auswahl)
- 2018: Koxette – 21st Century Migraine (Baumusik)
- 2023: Colorist – Overcloseness (Magazine)

## Theatermusik (Auswahl)
- 2019: Theater im Bauturm Köln – Frankenstein
- 2021: Theater im Bauturm Köln – Das Theater und sein Double. Eine Projektion
- 2024: Staatstheater Nürnberg – Parzival
- 2024: Hans Otto Theater Potsdam - Blutbuch
- 2025: Schauspiel Köln - Minihorror

## Auszeichnungen (Auswahl)
- 2016: Gewinnerin des Deutschen Kurzfilmpreises in Gold für Ein Aus Weg von Simon Steinhorst und Hannah Stragholz (Produktion)[2]
- 2018: Nominierung für den Luxemburger Filmpreis für Casting a Woman (Regie)[10]
- 2024: Nominierung zum Deutschen Filmpreis mit Vergiss Meyn Nicht von Fabiana Fragale, Kilian Kuhlendahl & Jens Mühlhoff (Filmmusik)